# Slip (klädesplagg)

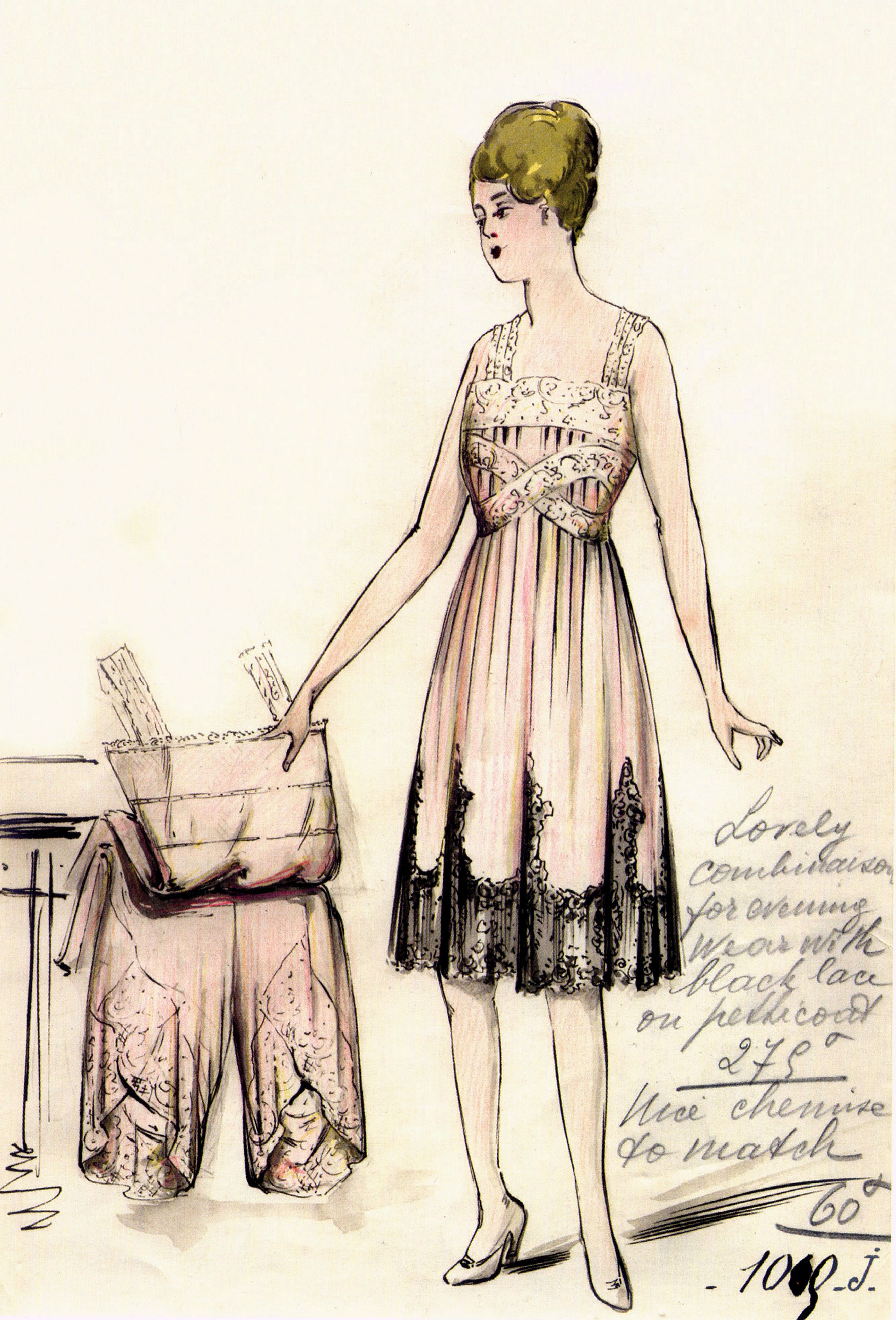
En slip från Worth.

Slip (från engelska slip on, "glida på") är en ärmlös underklänning, som är vanlig sedan 1910-talet. Termen kan även beteckna fodret i främst ärmlösa klänningar.
Det fullständiga engelska namnet är full slip. Det förekom även på 1920-talet som half slip, det vill säga vad som på svenska kallas underkjol. Under 1980-talet blev underklänningen fristående klänning, slipon.